# Big Trouble in Little China
Big Trouble in Little China (Golpe en la Pequeña China en España, Masacre en el Barrio Chino en México, Rescate en el Barrio Chino en parte de Hispanoamérica) es una película estadounidense de acción y comedia de 1986. Dirigida por John Carpenter y protagonizada por Kurt Russell destaca en la filmografía del realizador por alejarse del estilo de suspense y terror. Está considerada una película de culto de los años 1980.

## Argumento
Jack Burton es un camionero fanfarrón que se gana la vida transportando mercancías a Chinatown (San Francisco). En uno de sus encargos, mientras juega al mahjong para conseguir algunos dólares, le gana una gran cantidad de dinero a su amigo Wang Chi. Este le convence para que le lleve al aeropuerto, donde debe recoger a su prometida Miao Yin, tras lo cual le entregará el dinero que le debe.  
Cuando Miao Yin aterriza en el aeropuerto es secuestrada por unos gánsteres chinos y Jack se verá envuelto en una gran aventura para rescatarla. Deberán entrar así en Chinatown con su camión donde, por casualidad, él y Wang Chi se hallan en medio del entierro del jefe de una de las familias más importantes del lugar cuando comienza una batalla campal entre una familia rival, que supuestamente envenenó al fallecido, y la familia del difunto.  
Todo se complica con la llegada de tres seres sobrenaturales, apodados los "Tormenta", que comienzan a asesinar a todo aquel con quien se encuentran. Burton y Wang Chi huyen pero tienen un breve encuentro con el Amo de los Tormentas: se trata de Lo Pan, un ser condenado a la vida eterna, que busca volver a la vida mediante el sacrificio de una mujer muy especial (una china de ojos verdes) que resulta ser Miao Yin, la secuestrada prometida de Wang Chi. 
Poco después entra en escena la periodista Gracie Law, que se hospeda en el mismo lugar donde están refugiados Wang Chi y su prometida Miao Yin en su huida de Lo Pan. Los Tormenta hacen su aparición y secuestran a las dos mujeres sin que los demás puedan hacer nada por ellas. Wang Chi se arma de valor y, pese a la actitud poco colaboradora del camionero, consigue convencerlo para que ambos busquen a su tío Egg Shen que posee poderes sobrenaturales: con su ayuda y una poción, un grupo de valientes se adentran en los dominios de Lo Pan que planea casarse con ambas esposas, pues han pasado un ritual mágico, sacrificar a Gracie y quedarse con Miao Yin.

## Reparto
| Actor        | Personaje             |
| ------------ | --------------------- |
| Kurt Russell | Jack Burton           |
| Kim Cattrall | Gracie Law            |
| Dennis Dun   | Wang Chi              |
| James Hong   | David Lo Pan          |
| Victor Wong  | Egg Shen              |
| Al Leong     | Wing Kong Hatchet Man |
| Kate Burton  | Margo                 |
| Donald Li    | Eddie Lee             |
| Carter Wong  | Trueno                |
| Peter Kwong  | Lluvia                |
| James Pax    | Relámpago             |
| Suzee Pai    | Miao Yin              |
| Chao-Li Chi  | Tío Chu               |

## Producción

### Redacción del guion
La primera versión del guion fue escrita por Gary Goldman y David Weinstein. Goldman se inspiró por una nueva ola de películas de artes marciales en las que había «todo tipo de acciones extrañas y efectos especiales que fusionaban la mística oriental y la sensibilidad moderna». La trama original se centraba en Jack Burton, un cowboy que vivía en la década de 1880, que se dirigía a San Francisco. Con esa ambientación Goldman y Weinstein preveían combinar elementos chinos con la fantasía occidental.
En el verano de 1982 se presentó el guion a los productores Paul Monash y Keith Barish de 20th Century Fox. Monash compró el guion pidiéndoles una reescritura pero el resultado entregado por Goldman y Weinstein siguió sin convencer a los productores: "el problema sobrevino en gran parte por el hecho de la ambientación se establecía a principios del siglo XX en San Francisco lo que afectaba a todo el estilo, el diálogo y la acción". Goldman rechazó una petición de la productora para una nueva reescritura en la que pedía mayores cambios, dado que el estudio quería actualizar la historia a un entorno contemporáneo. Finalmente el estudio retiró a Goldman y Weinstein del proyecto aunque ellos todavía querían ser acreditados por sus contribuciones.
El estudio contrató al guionista W. D. Richter, un veterano especialista en guiones cinematográficos y director de la película de culto The Adventures of Buckaroo Banzai, para que llevara a cabo una reescritura a fondo del guion, ya que consideró que el Salvaje Oeste y la fantasía eran elementos incompatibles. Modernizó la trama y casi todos los elementos presentes en el guion original fueron descartados excepto para la historia centrada en el personaje de Lo Pan. Richter se dio cuenta de que "no se trataba de reescribir elementos sino que se necesitaba volver a escribir todo el guin. Era un guion horrible. Esto sucede a menudo cuando las productoras adquieren los guiones pero no hay intención de que los escritores originales permanezcan en el proyecto. En lugar de situar la ambientación en el San Francisco de finales del siglo XIX, lo que podía alejar al público de inmediato, la adapté al mundo contemporáneo y potencié los elementos de fantasía que, consideraba, tendrían una mejor acogida por parte del público." Richter completó su propio proyecto en 10 semanas. Goldman contactó con Richter y, tras sugerirle que se negara a trabajar en el proyecto, Richter le dijo: "Lamento que el estudio no quiera seguir adelante con ustedes pero rechazándome no van a conseguir el trabajo. Sencillamente contratarán a otra persona".
Fox inicialmente quería negar la autoría del guion a Goldman y Weinstein, para lo que eliminó sus nombres en las notas de prensa, ya que sólo quería acreditar a Richter. En marzo de 1986, el Sindicato de Guionistas de Estados Unidos, determinó que Richter no sería acreditado por su trabajo en el guion y pidió que en su lugar se acreditara a Goldman y Weinstein en función de las normas de acreditación de guionistas del WGA que protege a los escritores originales. El director John Carpenter mostró su disconformidad con el hecho de que Richter no consiguiera su acreditación como guionista. De hecho el director hizo sus propias contribuciones al guion, que tuvieron que ser revisadas por Richter, incluyendo el reforzamiento del papel de Gracie Law y su vinculación con Chinatown, la eliminación de una secuencia de acción debido a las restricciones presupuestarias o la eliminación de material considerado ofensivo para los chino-americanos. Los personajes de la película recuerdan a Carpenter «los personajes de Bringing Up Baby (La fiera de mi niña) (Howard Hawks, 1938) o His Girl Friday (Luna nueva) (Howard Hawks, 1940). Estos son personajes muy 1930, personajes típicos de Howard Hawks, con diálogos rápidos y confrontaciones como las que se ven entre Jack Burton y Gracie Law».

### Elección del reparto
Barish y Monash ofrecieron por primera vez el proyecto a Carpenter en julio de 1985. Él había leído previamente el guion de Goldman y Weinstein y lo consideró "escandaloso leer a pesar de que había muchos elementos de interés". Para competir con una película de trama similar que estaba en proceso de producción, como The Golden Child (El chico de oro) dirigida por Michael Ritchie y protagonizada por Eddie Murphy, Carpenter quería contar una gran estrella para encarnar el papel de Jack Burton barajándose nombres como Clint Eastwood y Jack Nicholson. Sin embargo, esas conversaciones no prosperaron por dificultades en las agendas y otros compromisos.
El estudio finalmente ofreció el papel a una estrella emergente como Kurt Russell quien, inicialmente, no estaba inicialmente interesado porque sentía que había "diferentes maneras de acercarse a Jack pero yo no sabía si había una manera que sería lo suficientemente interesante como para hacer esta película". Después de hablar con Carpenter y leer el guion en un par de ocasiones, Russell adquirió una mirada profunda del personaje y aceptó el proyecto: "me gustó la idea de jugar a ser un héroe que comete tantos errores. Jack es y no es el héroe. Es un fanfarrón real. Una persona voluble, muy seguro de sí misma y un metepatas". Además el actor consideró que "en el fondo él se cree Indiana Jones, pero las cosas siempre le vienen demasiado grandes". Russell consideró que la película iba a ser algo diferente: "la imagen es difícil de vender porque resulta difícil de explicar. Es una mezcla de la verdadera historia del Chinatown de San Francisco con la leyenda y la tradición chinas. Es algo extraño. En el reparto solo hay un puñado de actores no asiáticos en el reparto".
John Carpenter había visto a Dennis Dun en Year of the Dragon (Manhattan Sur) (Michael Cimino, 1985) y le había gustado su trabajo en esa película. Se reunió con el actor dos veces antes de ficharlo para el papel de Wang Chi unos días antes del rodaje. Las secuencias de artes marciales no fueron difíciles para Dun, quien ya poseía conocimientos desde niño, y por su formación adulta en la ópera china. El retrato de caracteres asiáticos era otro de sus puntos de interés: "estoy viendo a actores chinos venir a interpretar roles que, por lo general, están vetados en las películas estadounidenses. Nunca he visto este tipo de papel para un asiático en una película americana".
El estudio presionó Carpenter para contratar a una estrella de rock para el papel de Gracie Law, objeto de interés amoroso de Jack Burton y su fuente constante de problemas. Para Carpenter no había ninguna duda: él quería a Kim Cattrall. El estudio no estaba entusiasmado con esa idea porque hasta entonces Cattrall era conocida principalmente por comedias picantes como Porky's (Bob Clark, 1982) y Police Academy (Loca academia de policía) (Hugh Wilson, 1984). Cattrall, por su parte, se sintió atraída hacia la película por la forma en que se retrata a su personaje: "No estoy pidiendo ayuda a gritos todo el tiempo. Creo que el humor sale de la situación y de mi relación con Jack Burton. Soy el cerebro y él es la fuerza muscular".

## Desarrollo
Dos meses antes de comenzar la producción Kurt Russell comenzó a realizar un intenso plan de ejercicio, que incluía levantar pesas y correr, con el fin de prepararse para las exigencias físicas del rodaje. Además Carpenter, su elenco y el equipo realizaron ensayos semanales en los que se trabajaba principalmente la coreografía de las escenas de artes marciales. 20th Century Fox tenía miedo de que el presupuesto de la producción aumentara en exceso y por ello contrató a Carpenter para dirigir porque podía trabajar rápido. Para ello le dieron sólo 10 semanas de pre-producción.
Los problemas comenzaron a surgir cuando Carpenter se enteró de que la siguiente película de Eddie Murphy The Golden Child (El chico de oro) tenía un tema similar y que su estreno iba a coincidir con su película. De hecho a Carpenter la productora Paramount Pictures también le ofreció previamente dirigir la película de Murphy. En una entrevista comentó: «¿Cuántas películas de aventuras, que traten el misticismo chino, han sido realizadas por los grandes estudios en los últimos 20 años?. Pues dos de ellas se van a estrenar a la vez. Es más que una mera coincidencia». Para aventajar a sus rivales Big Trouble in Little China comenzó su producción en octubre de 1985, de modo que se podría estrenar en julio de 1986, cinco meses antes del estreno de The Golden Child que coincidiría con Navidad.
John Lloyd, diseñador de producción, diseñó unos elaborados decorados del metro y de Chinatown recreando elementos como edificios de tres pisos, caminos, alumbrado público o alcantarillado. Esto se vio necesario por la complejidad de los efectos especiales y la puesta en escena de las secuencias de artes marciales que habrían sido muy difíciles de realizar en el lugar. Con un presupuesto total de 25 millones de dólares el cineasta tuvo 15 semanas para completar el rodaje. Para las escenas de lucha Carpenter trabajó con el coreógrafo de artes marciales Lew James quien realizó un meticuloso plan por adelantado: "trampolines, cables, movimientos hacia atrás, movimientos boca abajo... era muy similar a fotografiar un baile".
Carpenter imaginó la película como el reverso de las tradicionales películas de acción en las que el protagonista es un hombre caucásico acompañado por un compañero perteneciente a una minoría. Jack Burton, a pesar de sus bravuconadas, es constantemente presentado como alguien más torpe e incluso, en una secuencia de lucha, queda inconsciente antes de comenzar la pelea. Wang Chi, por el contrario, es constantemente descrito como una persona altamente cualificada y competente. En la pista de audiocomentarios en la versión en DVD de la película Carpenter comentó que la cinta "es realmente acerca de un compañero (Burton) que piensa que él es el actor principal". De acuerdo con Carpenter, el estudio le hizo escribir algo que justificase el personaje de Jack Burton. A Carpenter entonces se le ocurrió la escena del prólogo entre Egg Shen y el abogado.

### Efectos visuales
Carpenter no quedó del todo satisfecho con Boss Film Studios, la empresa encargada de los efectos visuales de la película. Según el director la empresa aceptó más encargos de los que podían realizar y algunos efectos de la película debieron ser eliminados. Richard Edlund, director de Boss Film Studios, negó que hubiera problemas con la carga de trabajo de la empresa asegurando que, con la excepción de Ghostbusters (Los cazafantasmas) (Ivan Reitman, 1984), Big Trouble in Little China fue probablemente su película favorita del momento.
El presupuesto de los efectos de la película fue un poco menos de 2 millones de dólares cantidad que Edlund aseguró no era suficiente. Uno de los efectos más difíciles fue el globo ocular flotante, un espía de Lo Pan: para accionarlo hicieron falta varios titiriteros y decenas de cables que controlaban sus expresiones faciales. Se rodó con un sistema de esteras diseñados especialmente.

## Banda sonora
Para la banda sonora Carpenter quería evitar los clichés habituales asociados a las películas estadounidenses en las que había personajes chinos "son básicamente una especie de chop suey musical. No quería eso para Big Trouble in Little China por eso opté por incluir música de sintetizador con música de estilo rock and roll".
La banda sonora, compuesta y producida por Carpenter, fue publicada inicialmente en disco de vinilo en 1986 por Enigma Records con nueve canciones y una duración de 43 minutos. La misma fue reeditada en formato de disco compacto en 1992. En 1996 una edición ampliada fue publicada por el sello Supercollector, incluyendo dos versiones de Carpenter y su grupo, la canción «Big Trouble in Little China» a cargo de The Coupe de Villes, tres composiciones inéditas para Backstabbed, y una canción incluida en la banda sonora de Escape from New York, titulada, «Atlanta, Bank, Robbery».

### Versión de 1996
Big Trouble in Little China
| Pista | Título                                  | Intérprete          | Duración |
| ----- | --------------------------------------- | ------------------- | -------- |
| 1     | "Big Trouble in Little China"           | The Coupe De Villes | 3:13     |
| 2     | "Pork Chop Express"                     |                     | 3:40     |
| 3     | "The Alley"                             |                     | 2:00     |
| 4     | "Here Come the Storms"                  |                     | 2:20     |
| 5     | "Lo Pan's Domain"                       |                     | 4:30     |
| 6     | "Escape from Wing Kong"                 |                     | 8:00     |
| 7     | "Into the Spirit Path"                  |                     | 7:07     |
| 8     | "The Great Arcade"                      |                     | 10:00    |
| 9     | "The Final Escape"                      |                     | 4:47     |
| 10    | "Big Trouble in Little China" - Reprise | The Coupe De Villes | 3:08     |

Backstabbed
| Pista | Título                             | Interprete | Duración |
| ----- | ---------------------------------- | ---------- | -------- |
| 1     | "Opening"                          |            | 3:35     |
| 2     | "Alexandra"                        |            | 5:57     |
| 3     | "Blue Planet Interlude/Final Stab" |            | 5:41     |

Escape from New York
| Pista | Título                 | Interprete | Duración |
| ----- | ---------------------- | ---------- | -------- |
| 1     | "Atlanta Bank Robbery" |            | 3:31     |

### Versión ampliada
Disco uno
| Pista | Título                                  | Interprete | Duración |
| ----- | --------------------------------------- | ---------- | -------- |
| 1     | "Prologue"                              |            | 2:15     |
| 2     | "Pork Chop Express (Main Title)"        |            | 4:01     |
| 3     | "Abduction At Airport"                  |            | 4:17     |
| 4     | "The Alley (Procession)"                |            | 1:12     |
| 5     | "The Alley (War)"                       |            | 2:31     |
| 6     | "The Storms"                            |            | 2:42     |
| 7     | "Tenement / White Tiger"                |            | 3:49     |
| 8     | "Here Come The Storms"                  |            | 4:15     |
| 9     | "Wing Kong Exchange"                    |            | 4:40     |
| 10    | "Lo Pan’s Domain / Looking For A Girl"  |            | 3:16     |
| 11    | "Friends Of Yours? / Escape Iron Basis" |            | 7:18     |
| 12    | "Escape From Wing Kong"                 |            | 5:38     |
| 13    | "Hide"                                  |            | 4:35     |

Disco dos
| Pista | Título                                                    | Interprete          | Duración |
| ----- | --------------------------------------------------------- | ------------------- | -------- |
| 1     | "Call The Police"                                         |                     | 7:32     |
| 2     | "Dragon Eyes"                                             |                     | 1:12     |
| 3     | "Into The Spirit Path"                                    |                     | 7:05     |
| 4     | "The Great Arcade"                                        |                     | 7:53     |
| 5     | "The Final Escape (Lo Pan’s Demise / Getaway)"            |                     | 7:02     |
| 6     | "Goodbye Jack"                                            |                     | 3:14     |
| 7     | "Big Trouble In Little China (End Credits) Album Version" | The Coupe De Villes | 3:22     |
| 8     | "Stingers Montage"                                        |                     | 5:24     |
| 9     | "Big Trouble In Little China (Original Version)"          | The Coupe De Villes | 3:01     |

Total de duración de la banda sonora: 96:29

## Recepción

### Taquilla
La cinta se estrenó en 1053 cines el 2 de julio de 1986. Big Trouble In Little China recaudó 2.700.000 dólares en su primer fin de semana y acabó computando 11,1 millones de dólares en América del Norte, muy por debajo del presupuesto estimado de 25 millones de dólares. La película se estrenó en medio de la campaña publicitaria del éxito de taquilla Aliens (Aliens, el regreso) (1986) dirigida por James Cameron que fue estrenada dieciséis días después. En el comentario del DVD de la película John Carpenter y Kurt Russell discutieron esto entre las posibles razones de la decepcionante recaudación en taquilla. Sin embargo logró convertirse en un título exitoso en el mercado doméstico, lo que hizo que sus productores recuperasen la inversión.

### Lanzamientos internacionales
| País                                                                          | Fecha de estreno                  |
| ----------------------------------------------------------------------------- | --------------------------------- |
| Alemania                                                                      | Jueves 18 de septiembre de 1986   |
| Argentina                                                                     | Jueves 20 de noviembre de 1986    |
| Australia                                                                     | Jueves 14 de agosto de 1986       |
| Austria                                                                       | Viernes 19 de septiembre de 1986  |
| Bélgica                                                                       | Miércoles 3 de septiembre de 1986 |
| Belice · Costa Rica · El Salvador · Guatemala · Honduras · Nicaragua · Panamá | Miércoles 29 de octubre de 1986   |
| Bolivia                                                                       | Jueves 18 de diciembre de 1986    |
| Brasil                                                                        | Jueves 23 de octubre de 1986      |
| Chile                                                                         | Viernes 24 de octubre de 1986     |
| Chipre                                                                        | Jueves 25 de septiembre de 1986   |
| Colombia                                                                      | Jueves 12 de febrero de 1987      |
| Dinamarca                                                                     | Viernes 14 de noviembre de 1986   |
| Egipto                                                                        | Lunes 2 de marzo de 1987          |
| España                                                                        | Viernes 19 de diciembre de 1986   |
| Estados Unidos · Canadá                                                       | Miércoles 2 de julio de 1986      |
| Filipinas                                                                     | Miércoles 3 de septiembre de 1986 |
| Finlandia                                                                     | Viernes 26 de septiembre de 1986  |
| Francia                                                                       | Miércoles 3 de septiembre de 1986 |

| País                | Fecha de estreno                  |
| ------------------- | --------------------------------- |
| Grecia              | Jueves 25 de septiembre de 1986   |
| Hong Kong           | Martes 15 de julio de 1986        |
| India               | Viernes 3 de junio de 1988        |
| Israel              | Viernes 17 de octubre de 1986     |
| Italia              | Viernes 5 de septiembre de 1986   |
| Jamaica             | Miércoles 24 de diciembre de 1986 |
| Japón               | Sábado 17 de enero de 1987        |
| Malasia             | Jueves 18 de septiembre de 1986   |
| México              | Viernes 28 de noviembre de 1986   |
| Noruega             | Jueves 30 de octubre de 1986      |
| Nueva Zelanda       | Viernes 10 de octubre de 1986     |
| Países Bajos        | Jueves 4 de septiembre de 1986    |
| Perú                | Jueves 27 de noviembre de 1986    |
| Portugal            | Viernes 19 de diciembre de 1986   |
| Puerto Rico         | Jueves 11 de septiembre de 1986   |
| Reino Unido Irlanda | Viernes 14 de noviembre de 1986   |
| Singapur            | Miércoles 1 de octubre de 1986    |
| Sudáfrica           | Viernes 12 de diciembre de 1986   |
| Suecia              | Viernes 29 de agosto de 1986      |
| Suiza               | Miércoles 3 de septiembre de 1986 |
| Tailandia           | Sábado 6 de diciembre de 1986     |
| Taiwán              | Sábado 4 de octubre de 1986       |
| Uruguay             | Jueves 27 de noviembre de 1986    |
| Venezuela           | Miércoles 12 de noviembre de 1986 |

### Crítica
La película recibió críticas mixtas cuando fue estrenada pero, desde entonces, ha disfrutado de una reevaluación positiva. En 2020 cuenta con una calificación de "fresco" para el 78% de las 45 críticas profesionales y del 82% de las 136.456 valoraciones de los usuarios del agregador Rotten Tomatoes. En FilmAffinity, con 17.089 votos, obtiene una puntuación de 6,4 sobre 10. En IMDB, computadas 122.385 valoraciones, tiene una valoración de 7,3 sobre 10 entre los usuarios del portal. La revista Empire nombró a Big Trouble in Little China como la película número 430 en su lista de "Las 500 Mejores Películas de Todos los Tiempos".
Ron Base, en su opinión para Toronto Star, elogió la actuación de Russell: "hace un gran imitación de John Wayne. Pero no es sólo imitar a esos héroes, los está utilizando para dar a su personaje una mirada amplia y satírica". Walter Goodman en The New York Times escribió: "es evidente que el director John Carpenter se la juega con el tóno cómico y bromista". Harlan Ellison elogiaron la película y los diálogos "contiene algunos de los diálogos más alegres y chispeantes del año, casi como si estuvieras viendo dibujos animados en vivo, que te libera de las tristes presiones reales de tu vida". En su reseña Richard Corliss escribió "Golpe en la pequeña China ofrece cucharadas de entretenimiento, pero está tan repleta de referencias a otros aspectos, que sugiere la tesis de que se mueve con maestría".
Sin embargo en su reseña para el Chicago Sun-Times Roger Ebert escribió que "los efectos especiales no significan nada a menos que se preocupen por los personajes a los que envuelven, y en esta película los personajes a menudo parecen existir solamente para llenar los primeros planos" y consideró que fue "sacada directamente de la era de Charlie Chan y Fu Manchú, sin excusas y con todos los estereotipos de siempre". Paul Attanasio, en The Washington Post, criticó a los guionistas por ser "mucho mejores en introducir un personaje que a la hora de desarrollar una historia con él". David Ansen escribió en su reseña de Newsweek "a pesar de que está llena de acción, una espectacular edición y, a menudo es bastante divertida, no se puede evitar la sensación de que Carpenter está exprimiendo las últimas gotas de un género fatigado ". En su reseña para The Times David Robinson opinó que el filme de Carpenter "parece quedar abrumado por sus propios efectos especiales, sin un guion lo suficientemente fuerte como para guiarlo".
Tras el fracaso comercial y crítico de la película, Carpenter quedó muy desilusionado con Hollywood y se convirtió en un cineasta independiente. En una entrevista dijo: "La experiencia [de Big Trouble] es la razón por la que dejé de hacer películas para los estudios de Hollywood. No volveré a trabajar para ellos. Creo que Big Trouble es una película maravillosa, y estoy muy orgulloso de ella. Pero la acogida que recibió y las razones por las que tuvo la recepción que tuvo, fueron demasiado para mí. Soy demasiado viejo para ese tipo de tonterías". 

### Edición doméstica
Big Trouble in Little China fue publicado en un DVD especial de dos discos el 22 de mayo de 2001. Entertainment Weekly dio al DVD una calificación de "B +" y escribió: "El punto culminante de este conjunto de dos discos -que también incluye escenas eliminadas, un final extendido, o un extra de 1986- es el comentario de Russell y Carpenter, que profundiza en los errores de marketing de Fox, la historia de China, y cómo el hijo de Russell hizo en su partido de hockey". Sobre esta versión Noel Murray escribió: "Si nada más, se trata de un DVD diseñado para los seguidores de culto de la película, está lleno de artículos de Cinefex y de fotografías que se aprecian si eres un fanático de género". Una edición en Disco Blu-ray fue publicada el 4 de agosto de 2009 con la misma película y características que el DVD.

## En la cultura popular
Un videojuego del mismo nombre fue publicado en 1986 por el desarrollador Electric Dreams para el ZX Spectrum, Commodore 64 y Amstrad CPC. La recepción de la crítica fue desigual. También muchos de los personajes de la película inspiraron a personajes de la famosa saga de videojuegos Mortal Kombat, siendo los más emblemáticos Raiden, Liu Kang y Shang Tsung.
En la Comic Con de San Diego de 2009 Top Cow Productions reveló adelantos de un próximo Big Trouble in Little China en una serie de comics escrita por Evan Bleiweiss y dibujada por Jason Badower. Un año más tarde, en 2010, CrankLeft publicó el primer número de una secuela del cómic a la película de aventuras llamado Jack Burton que se comercializó al público por primera vez en la Comic Con Emerald City en Seattle. Escrito por Ben Hodson y Hodson Brad, con dibujo de Chad Bever, y color de Bryant Hodson. La serie continuó con la saga Jack Burton Aventuras.